# Alvis Vītoliņš
Alvis Vītoliņš (15. juni 1946 i Sigulda i Lettiske SSR – 16. februar 1997 i Sigulda i Letland) var en lettisk skakspiller og skakstormester.
Vītoliņš blev tildelt titlen som International Mester i 1980, og var lettisk mester i 1973 (delt), 1976, 1977, 1978, 1982, 1983 og 1985 (delt). Vītoliņš har lagt navn til Vītoliņš-varianten i Scheveningen-varianten (1.e4 c5 2.Nf3 d6 3.d4 cxd4 4.Nxd4 Nf6 5.Nc3 e6 6.Bb5+). Vītoliņš begik selvmord ved at hoppe ud på den isbelagte flod Gauja fra Gaujabroen i Sigulda; han blev 50 år gammel.

## Notable spil
- Lev Gutman mod Alvis Vītoliņš, Sovjetunionen 1979, Nimzo-Indian-forsvar: Reshevsky-arianten (E46), 0-1 (engelsk)
- Alvis Vītoliņš mod Igor Viksni, Riga 1985, Russisk spil: Cochrane Gambit, Center-varianten (C42), 1-0 (engelsk)